# Comté de Montgomery (Maryland)
Pour les articles homonymes, voir Comté de Montgomery.

Drapeau.

Le comté de Montgomery (anglais : Montgomery County) est un comté de l'État du Maryland aux États-Unis. Il est ainsi nommé en l'honneur de Richard Montgomery, un héros de la guerre d'indépendance américaine. Il est situé immédiatement au nord-ouest de Washington et fait partie de la région métropolitaine de Washington et de l'aire métropolitaine de Baltimore-Washington. Son siège se trouve à Rockville. Selon le recensement de 2020, sa population est de 1 062 061 habitants.

## Géographie
Le comté a une superficie de 1 313 km2, dont 1 283 km2 de terres. Il est au sud-est du comté de Frederick, au sud-ouest du comté de Howard, au nord-ouest du comté de Prince George et de Washington, au nord-est du comté de Fairfax, et à l'est du comté de Loudoun.

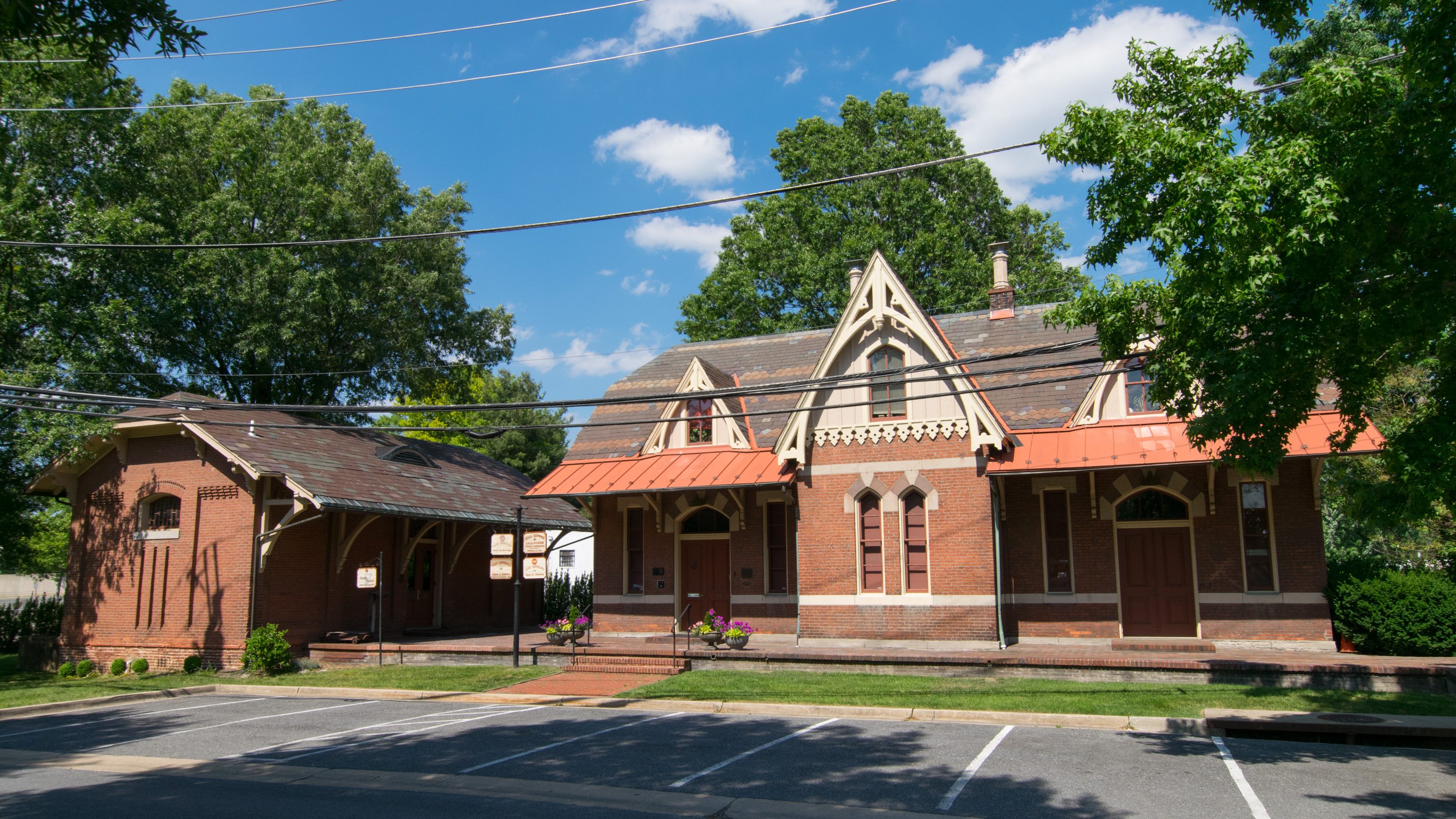
La gare Rockville Baltimore and Ohio Railroad en 2017. Elle a été construite en 1873

## Administration et politique
Plusieurs communes ou villages de ce comté ont fait usage de leur droit à introduire le vote des résidents étrangers pour leurs élections locales : Barnesville (en 1918), Martin's Additions, Somerset (en 1976), Takoma Park (en 1991), Garrett Park (en 1999), Chevy Chase Section 3 et Chevy Chase Section 5.

## Police
La police du comté a étendu l'utilisation de tests d'ADN aux délits tels que les vols ou cambriolages. À l'instar d'autres comtés, la vente et la distribution d'alcool fort sont assurées par le comté lui-même, qui dispose d'un monopole à travers le Montgomery County Department of Liquor Control (le département de la réglementation des alcools du comté de Montgomery).

## Éducation
Les Écoles publiques du comté de Montgomery.